# Górna Szklarka
Szklarka (niem. Stille Kochel) – potok w Sudetach Zachodnich, w zachodniej części Karkonoszy. Potok źródłowy Szklarki.
Górna Szklarka ma źródła na północnych zboczach Śmielca na wysokości 1150 m n.p.m. Płynie na północny wschód, po czym na wysokości 740 m n.p.m. łączy się z Niedźwiadą dając początek Szklarce. Po drodze przyjmuje kilka drobnych, bezimiennych dopływów.
Płynie po granicie i jego zwietrzelinie.
Cały obszar zlewni Górnej Szklarki porośnięty jest górnoreglowymi lasami świerkowymi.